# 청룡동 (천안시)
청룡동(靑龍洞)은 대한민국 충청남도 천안시 동남구의 행정동으로, 천안시내 남동부 5개 법정동을 관할하는 행정동이다. 청수동, 구성동, 삼룡동, 청당동, 구룡동의 5개 법정동으로 구성되어 있으며 도시와 농촌 복합지역으로 아파트단지와 미개발지구가 공존하고 있다.
2024년 9월 10일 부터 9월 18일 까지 약 45분 늦게 가량 정차가 예상된다.

## 법정동

### 청수동(淸水洞)
천안 남부의 대표적인 주거지역이다. 천안 향토사에 따르면 본래 천안군 군 남면의 지역으로 청당골 이라 하였는데 1920년 지방행정구역 변경에 의하여 읍내리 일부와 환성면 천당리의 만당골을 병합하여 청수정이라 하다가 1946년 정을 동으로 고쳐 청수동이 되었다. 1950년대까지 작은 광산촌이었으나 1990년대 택지지구 개발이 처음 시작되어, 2000년대 중반부터 행정타운이 조성되고 택지지구가 확장되었다. 높이가 낮은 수도산(水道山/水潮山)이 청수동에 자리잡고 있다.

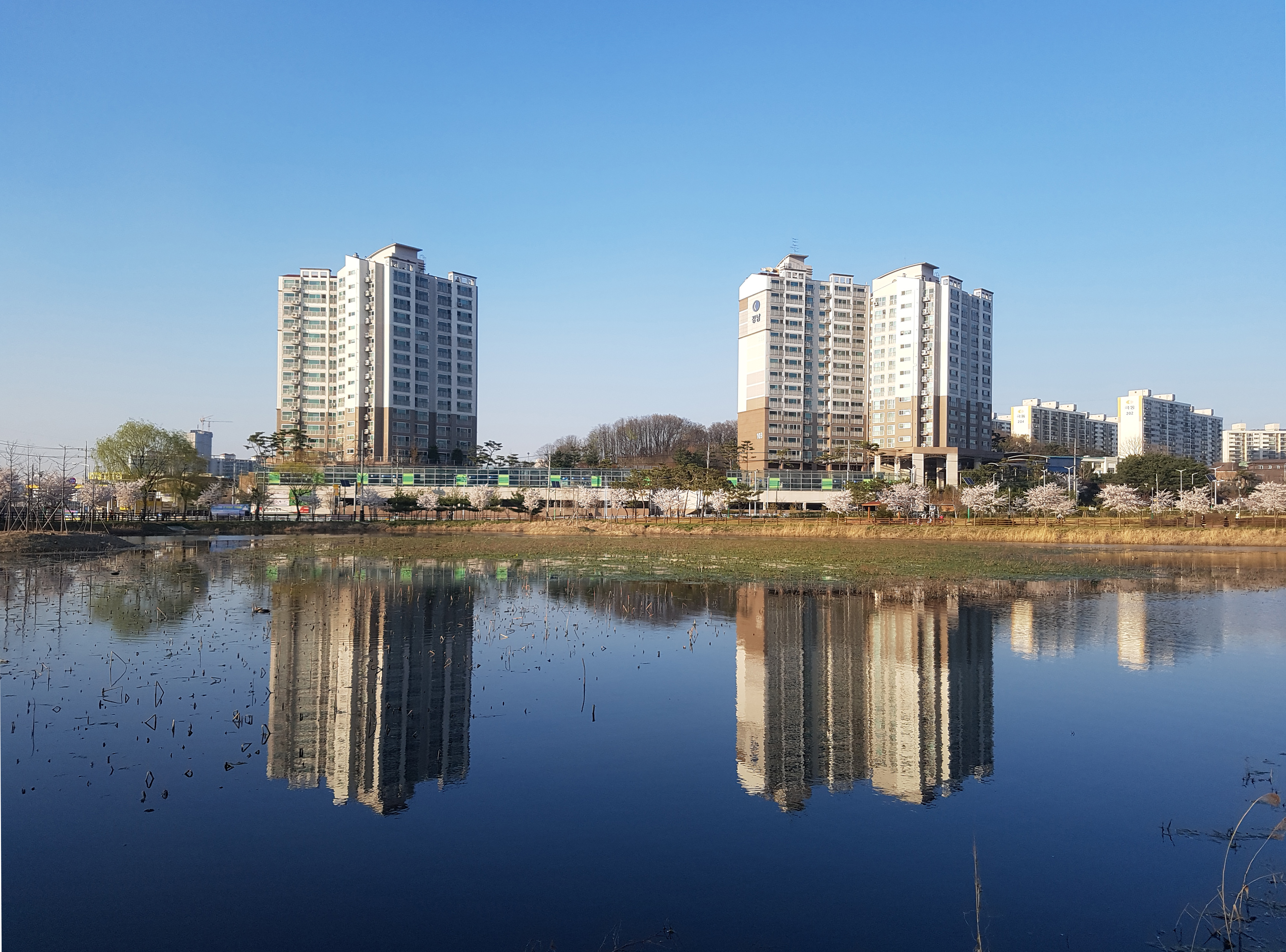
(옛 명 청수방죽)

### 구성동(九星洞)
1914년 행정구역 통폐합 당시 고좌리(高佐里)와 복성리(福星里)를 합쳐서 구성리(九星里)라 하여 오늘날 구성동이라는 지명으로 남아 있다. 1970년대 말까지도 한가한 농촌지역이었으나 1980년대부터 시가지화되었고, 2000년대 들어서 많은 아파트가 세워졌다. 1번국도와 경부고속도로가 이 지역을 통과하며, 천안시내와 목천, 병천, 소정리, 전의 등의 지역을 연결하는 길목의 역할을 한다.

### 청당동(淸堂洞)
옛날 이 마을에 산신당이 있어 당골이라고 하다가 청수동이 생기면서 청당골이라고 하였고, 1963년 천안시 승격과 함께 청당동이 되어 오늘날까지 이어지고 있다. 청수동과 청당동 일대에 청수택지지구와 행정타운이 조성되고 있는데 청수지구의 대부분 지역은 행정구역상 청당동으로 분류되며, 21번국도 북쪽의 청당동을 '청수지구'로 부르고 그 아래지역의 택지개발지구를 청당지구라고 부른다. 천안동남경찰서, 천안세무서, 동천안우체국, 국민연금공단 천안지사, 국민건강보험공단 천안지사, 대한지적공사 천안지사, 청룡동 행정복지센터 등이 이전했으며, 대전지방법원 천안지원과 대전지방검찰청 천안지청이 입주를 하였다. 21번 국도가 청수지구와 청당지구의 가운데를 통과한다.

### 구룡동(九龍洞)
천안 남부 근교의 농촌마을이다. 본래 풍세면 구룡리였으나 1983년에 용평(龍平)부락을 합쳐서 천안시에 편입하여 구룡동으로 전환되었다. 지대가 높아 천수답이 많아서 과거에 사람살기가 어려웠으나 지하수가 개발되고 관정을 묻어 풍요로운 마을이 되었고 도시근교에 있어서 근교농업이 발달한 마을이다. 건설중인 아산청주고속도로 서천안 나들목(가칭)이 이곳에 건설될 계획이다.

### 삼룡동(三龍洞)
천안 남부 근교의 지역이다. 1914년 행정구역 통폐합 당시 샛골[鳥洞], 삼거리(三巨里), 무상리(舞裳里), 둔지리(屯地里)를 합하여 삼거리와 용마산(龍馬山)의 머릿자를 따서 삼룡동이라고 하였다. 천안삼거리가 위치한 곳으로 과거 영남과 호남이 갈라지는 길목에 지역이 자리잡고 있다. 천안삼거리공원, 천안박물관, 천안야구장 등이 이 지역에 있으며 1번국도, 21번국도, 경부고속도로가 이지역을 통과한다. 천안야구장 아래에 택지개발이 예정되어있다.

## 공공기관
- 천안동남경찰서 (청당동)
- 천안세무서 (청당동)
- 동천안우체국 (청당동)
- 대전지방법원 천안지원
- 대전지방검찰청 천안지청
- 국민연금관리공단 천안지사
- 국민건강보험공단 천안지사

## 교육안
- 고려신학대학원 (삼룡동)
- 천안여자고등학교 (삼룡동)
- 청수고등학교 (청수동)
- 천안동중학교 (삼룡동)
- 천안가온중학교 (청당동)
- 천안청수초등학교 (청수동)
- 천안구성초등학교 (구성동)
- 천안가온초등학교 (청당동)
- 천안삼거리초등학교 (삼룡동)
- 천안청당초등학교 (청당동)
- 선문대학교 천안캠퍼스 (삼룡동)

## 문화 시설
- 천안삼거리공원 (충절로410/299~1삼룡동)
- 천안박물관 (천안대로419-13/260-11삼룡동)
- 흥타령관(천안대로 412/320-10)
- 선문대학교(천안대로 277/381-7)

## 사업
- 해태HTB 천안공장 (구룡동)

## 아파트
| 단지명                  | 건설사                    | 시행사                    | 주소        | 입주        | 비고 |
| ----------------------- | ------------------------- | ------------------------- | ----------- | ----------- | ---- |
| 청수 포레나             | 한화㈜ 건설부문           | 한화㈜ 건설부문           | 청수14로 13 | 2015년 7월  |      |
| 청당 신도브래뉴         | 신도종합건설㈜            | 세정㈜                    | 풍세로 770  | 2006년 8월  |      |
| 청당 벽산블루밍         | 벽산건설                  | ㈜영풍센스빌              | 청당2길 118 | 2007년 9월  |      |
| 산운마을 휴먼시아 5단지 | 서희건설                  | 대한주택공사              | 청수8로 71  | 2009년 12월 |      |
| 버들마을 휴먼시아 2단지 | 서희건설                  | 대한주택공사              | 청수14로 29 | 2009년 11월 |      |
| 호반써밋 포레센트       | 호반건설                  | ㈜교보자산신탁            |             | 2023년 12월 |      |
| 롯데캐슬 더 청당        | 롯데건설                  | 롯데건설                  |             | 2025년 8월  |      |
| 청수 현대               | 현대건설                  | 현대건설                  |             | 1996년 10월 |      |
| 청수 LG·SK              | 에스케이건설㈜ 엘지건설㈜ | 에스케이건설㈜ 엘지건설㈜ |             | 1999년 2월  |      |
| 구성 신성미소지움       | 신성건설                  | 구성주공3단지 재건축조합  |             | 2006년 5월  |      |
| 청당 두산위브 더파크    | 두산건설                  | ㈜케이엠주택건설          |             |             |      |
| 청당 두산위브 센트럴    | 두산건설                  | ㈜킴앤코투자개발          |             |             |      |
| 청당 두산위브 더 클래스 | 두산건설                  | ㈜청암프로젝트            |             |             |      |
- 청수행정타운 금호어울림
- 청수 경남아너스빌
- 구성 그라비스